# Tri-nations 2009
Navigation
Édition précédente Édition suivante
Le Tri-nations 2009 se dispute en neuf rencontres du 18 juillet au 19 septembre 2009, chaque équipe recevant et se déplaçant trois fois. Le Tri-nations met aux prises les sélections de Nouvelle-Zélande (All Blacks), d'Australie (Wallabies) et d'Afrique du Sud (Springboks). Il est remporté par les Springboks qui gagnent cinq de leurs six matchs disputés.

## Les matchs
| Le 18 juillet à Auckland     | Nouvelle-Zélande | 22 – 16 | Australie        |
| Le 25 juillet à Bloemfontein | Afrique du Sud   | 28 – 19 | Nouvelle-Zélande |
| Le 1er août à Durban         | Afrique du Sud   | 31 – 19 | Nouvelle-Zélande |
| Le 8 août au Cap             | Afrique du Sud   | 29 – 17 | Australie        |
| Le 22 août à Sydney          | Australie        | 18 – 19 | Nouvelle-Zélande |
| Le 29 août à Perth           | Australie        | 25 – 32 | Afrique du Sud   |
| Le 5 septembre à Brisbane    | Australie        | 21 – 6  | Afrique du Sud   |
| Le 12 septembre à Hamilton   | Nouvelle-Zélande | 29 – 32 | Afrique du Sud   |
| Le 19 septembre à Wellington | Nouvelle-Zélande | 33 – 6  | Australie        |

## Classement du Tri-nations 2009
| Rang | Nation               | J | V | N | D | Bo | Bd | Pm  | Pe  | Diff | Pts |
| ---- | -------------------- | - | - | - | - | -- | -- | --- | --- | ---- | --- |
| 1    | Afrique du Sud       | 6 | 5 | 0 | 1 | 1  | 0  | 158 | 130 | +28  | 21  |
| 2    | Nouvelle-Zélande (T) | 6 | 3 | 0 | 3 | 0  | 1  | 141 | 131 | +10  | 13  |
| 3    | Australie            | 6 | 1 | 0 | 5 | 0  | 3  | 103 | 141 | -38  | 7   |

|  | Vainqueur de la compétition |
|  | T : tenant du titre 2008    |

## Détails des matchs

### 1ermatch
Résultat
| Équipes          | Nouvelle-Zélande - Australie                                                                            |
| Score            | 22 - 16 (10 - 13)                                                                                       |
| Date             | 18 juillet 2009                                                                                         |
| Stade            | Eden Park (Auckland)                                                                                    |
| Arbitre          | Craig Joubert                                                                                           |
| Points marqués   | |
| Nouvelle-Zélande | 1 essai de McCaw (25e) 1 transformation de Donald (26e) 5 pénalités de Donald (15e, 42e, 44e, 60e, 72e) |
| Australie        | 1 essai de Barnes (5e) 1 transformation de Giteau (6e) 3 pénalités de Giteau (10e, 21e, 46e)            |

Résumé
Les Australiens ouvrent le score à la 5e par un essai de Berrick Barnes qui profite de plusieurs plaquages manqués par les All Blacks. Matt Giteau transforme puis marque une pénalité, les All Blacks sont menés par 0-10. Stephen Donald réduit l'écart par une pénalité réussie à la 15e et Matt Giteau lui répond par une autre pénalité réussie à la 21e (3-13). Le capitaine des All-Blacks, Richie McCaw, marque un essai en force dans l'axe sur passe de Conrad Smith. Stephen Donald transforme, le score est de 10 à 13 à la mi-temps.
Stephen Donald donne l'avantage aux All Blacks en réussissant deux pénalités (16-13), Matt Giteau égalise par une pénalité réussie à la 46e (16-16). Le score reste inchangé jusqu'à la 60e lorsque Stephen Donald marque une pénalité face aux poteaux (19-16), puis une autre pénalité à la 72e (22-16). Les All Blacks s'imposent sur le score de 22 à 16 et prennent la tête au classement du Tri-nations avant d'aller en Afrique du Sud pour disputer leurs deux prochains matchs. La dernière défaite des All Blacks contre les Wallabies à l'Eden Park d'Auckland remonte au 6 septembre 1986.
Composition des équipes
- Nouvelle-Zélande

Titulaires : 15 Mils Muliaina, 14 Cory Jane, 13 Conrad Smith, 12 Ma'a Nonu, 11 Sitiveni Sivivatu, 10 Stephen Donald, 9 Jimmy Cowan, 8 Rodney So'oialo, 7 Richie McCaw (cap.), 6 Jerome Kaino, 5 Isaac Ross, 4 Brad Thorn, 3 Neemia Tialata, 2 Andrew Hore, 1 Tony Woodcock.
Remplaçants : 16 Keven Mealamu, 17 Owen Franks, 18 Jason Eaton, 19 Kieran Read, 20 Piri Weepu, 21 Luke McAlister, 22 Joe Rokocoko.
Entraîneur : Graham Henry
- Australie

Titulaires : 15 Adam Ashley-Cooper, 14 Lachie Turner, 13 Stirling Mortlock (cap.), 12 Berrick Barnes, 11 Drew Mitchell, 10 Matt Giteau, 9 Luke Burgess, 8 Wycliff Palu, 7 George Smith, 6 Richard Brown,5 Nathan Sharpe, 4 James Horwill, 3 Alastair Baxter, 2 Stephen Moore, 1 Benn Robinson.
Remplaçants : 16 Tatafu Polota-Nau, 17 Ben Alexander, 18 Dean Mumm, 19 Phil Waugh, 20 David Pocock, 21 Will Genia, 22 James O'Connor.
Entraîneur : Robbie Deans

### 2ematch
Résultat
| Équipes          | Afrique du Sud - Nouvelle-Zélande                                                                                |
| Score            | 28 - 19 (14 - 3)                                                                                                 |
| Date             | 25 juillet 2009                                                                                                  |
| Stade            | Free State Stadium (Bloemfontein)                                                                                |
| Arbitre          | Alain Rolland |
| Points marqués   | |
| Afrique du Sud   | 2 essais de Pienaar (25e), Fourie (72e) 6 pénalités de F.Steyn (7e, 33e), Pienaar (18e), M.Steyn (42e, 57e, 78e) |
| Nouvelle-Zélande | 1 essai de Smith (48e) 1 transformation de Donald (49e) 4 pénalités de Donald (4e, 52e, 64e, 75e)                |

Résumé
Les Néo-Zélandais ouvrent le score par une pénalité de Stephen Donald à la 4e (0-3). François Steyn égalise à la 7e en marquant une pénalité à 50 m des poteaux, puis Ruan Pienaar donne l'avantage aux Springboks par une autre pénalité à la 18e (6-3). Le premier essai du match est marqué à la 25e par le demi d'ouverture Sud-Africain Ruan Pienaar qui marque en coin sur passe de Jean de Villiers (11-3). François Steyn marque une pénalité à la 33e, plus rien ne sera marqué ensuite jusqu'à la mi-temps qui est sifflée sur le score de 14 à 3 en faveur des Springboks qui ont dominé cette première mi-temps.
Morné Steyn, qui est entré en jeu à la place de Ruan Pienaar, marque une pénalité à la 42e (17-3). Les Néo-Zélandais marque leur premier essai à la 48e par Conrad Smith qui slalome dans la défense adverse, Stephen Donald transforme (17-10). Les All Blacks réduisent l'écart à la marque par une pénalité de Stephen Donald à la 52e (17-13). Morné Steyn marque une pénalité à la 57e mais Stephen Donald en réussit aussi une pour les All Blacks, l'écart au score reste égal à quatre points (20-16). Sur une récupération de ballon, Jaque Fourie s'échappe et marque le deuxième essai Sud-Africain à la 72e (25-16). Stephen Donald réduit l'écart au score par une pénalité à la 75e (25-19), puis Morné Steyn marque une pénalité des 45 m et ramène l'écart au score à neuf points (28-19). Le match se termine par une victoire des Sud-Africains par 28 à 19.
Composition des équipes
- Afrique du Sud

Titulaires : 15 François Steyn, 14 JP Pietersen, 13 Jaque Fourie, 12 Jean de Villiers, 11 Bryan Habana, 10 Ruan Pienaar, 9 Fourie du Preez, 8 Pierre Spies, 7 Juan Smith, 6 Heinrich Brussow, 5 Victor Matfield, 4 Bakkies Botha, 3 John Smit (cap.), 2 Bismarck du Plessis, 1 Tendai Mtawarira.
Remplaçants : 16 Chiliboy Ralepelle, 17 Jannie du Plessis, 18 Danie Rossouw, 19 Ryan Kankowski, 20 Ricky Januarie, 21 Morné Steyn, 22 Wynand Olivier.
- Nouvelle-Zélande

Titulaires : 15 Mils Muliaina, 14 Joe Rokocoko, 13 Conrad Smith, 12 Ma'a Nonu, 11 Sitiveni Sivivatu, 10 Stephen Donald, 9 Brendon Leonard, 8 Rodney So'oialo, 7 Richie McCaw (cap.), 6 Jerome Kaino, 5 Isaac Ross, 4 Brad Thorn, 3 Neemia Tialata, 2 Andrew Hore, 1 Tony Woodcock.
Remplaçants : 16 Keven Mealamu, 17 Owen Franks, 18 Jason Eaton, 19 Kieran Read, 20 Piri Weepu, 21 Luke McAlister, 22 Cory Jane.

### 3ematch
Résultat
| Équipes          | Afrique du Sud - Nouvelle-Zélande                                                                                         |
| Score            | 31 - 19 (22 - 13) |
| Date             | 1er août 2009 |
| Stade            | ABSA Stadium (Durban) |
| Arbitre          | Nigel Owens |
| Points marqués   | |
| Afrique du Sud   | 1 essai de M.Steyn (37e) 1 transformation de M.Steyn (38e) 8 pénalités de M.Steyn (5e, 14e, 18e, 31e, 40e, 57e, 65e, 73e) |
| Nouvelle-Zélande | 1 essai de Ross (11e) 1 transformation de Donald (12e) 4 pénalités de Donald (7e, 28e, 51e), McAlister (62e)              |

Résumé
Les Springboks ouvrent le score par une pénalité de Morné Steyn (5e), les All Blacks égalisent par une pénalité de Stephen Donald (7e). Les Sud-Africains dominent le début de match mais les Néo-Zélandais marquent un essai en contre par Isaac Ross à la 11e, la transformation de Stephen Donald leur permet de mener par 10 à 3. Les Springboks reviennent au score par deux pénalités de Morné Steyn (9-10). Un plaquage dangereux de JP Pietersen entraîne son exclusion pour 10e et une pénalité que Stephen Donald réussit (13-9 pour les All Blacks). Isaac Ross est exclu à son tour à la 30e et Morné Steyn réussit la pénalité, ce qui permet aux Springboks de revenir au score (12-13). Sur un ballon perdu en mêlée par les All Blacks, Morné Steyn crochète son vis-à-vis et marque un essai à la 37e, il transforme et porte la marque à 19-13 pour les Sud-Africains. Morné Steyn marque une nouvelle pénalité juste avant la mi-temps, les Springboks mènent alors par 22 à 13.
En 2e mi-temps, un plaquage sans ballon de Bakkies Botha entraîne son exclusion et une pénalité réussie par Stephen Donald (22-16). Morné Steyn marque deux nouvelles pénalités aux 57e et 65e contre une aux Néo-Zélandais par McAlister (62e) qui a remplacé Donald (28-19). Morné Steyn marque une 8e pénalité à la 73e (31-19), les Springboks s'imposent sur ce score de 31 à 19. À noter que Morné Steyn a marqué les 31 points de son équipe et a établi un nouveau record de points marqués par un joueur lors d'un match du Tri-nations.
Composition des équipes
- Afrique du Sud

Titulaires : 15 François Steyn, 14 JP Pietersen, 13 Jaque Fourie, 12 Jean de Villiers, 11 Bryan Habana, 10 Morné Steyn, 9 Fourie du Preez, 8 Pierre Spies, 7 Juan Smith, 6 Heinrich Brussow, 5 Victor Matfield, 4 Bakkies Botha, 3 John Smit (cap.), 2 Bismarck du Plessis, 1 Tendai Mtawarira.
Remplaçants : 16 Chiliboy Ralepelle, 17 Jannie du Plessis, 18 Andries Bekker, 19 Danie Rossouw, 20 Ricky Januarie, 21 Adrian Jacobs, 22 Wynand Olivier.
- Nouvelle-Zélande

Titulaires : 15 Mils Muliaina, 14 Joe Rokocoko, 13 Conrad Smith, 12 Ma'a Nonu, 11 Sitiveni Sivivatu, 10 Stephen Donald, 9 Jimmy Cowan, 8 Rodney So'oialo, 7 Richie McCaw (cap.), 6 Jerome Kaino, 5 Isaac Ross, 4 Brad Thorn, 3 Owen Franks, 2 Andrew Hore, 1 Tony Woodcock.
Remplaçants : 16 Keven Mealamu, 17 John Afoa, 18 Jason Eaton, 19 Kieran Read, 20 Piri Weepu, 21 Luke McAlister, 22 Cory Jane.
Deux changements chez les Blacks, par rapport à la 1re rencontre entre les deux équipes, Jimmy Cowan et Owen Franks remplacent Brendon Leonard et Neemia Tialata. À l'occasion de ce match, John Smit dispute son 60e match en tant que capitaine, un record mondial.

### 4ematch
Résultat
| Équipes        | Afrique du Sud - Australie                                                                                  |
| Score          | 29 - 17 (23-10)                                                                                             |
| Date           | 8 août 2009                                                                                                 |
| Stade          | Newlands (Le Cap)                                                                                           |
| Arbitre        | Alain Rolland                                                                                               |
| Points marqués | |
| Afrique du Sud | 1 essai de Matfield (27e) 7 pénalités de M.Steyn (9e, 12e, 14e, 21e, 36e, 55e, 79e) 1 drop de M.Steyn (25e) |
| Australie      | 2 essais de Ashley-Cooper (2e), Giteau (66e) 2 transformations de Giteau (3e, 67e) 1 drop de Barnes (15e)   |

Résumé
Les Australiens ouvrent le score par un essai des trois-quarts conclu par Adam Ashley-Cooper, Matt Giteau transforme (0-7). Les Springboks prennent l'avantage avec trois pénalités réussies par Morné Steyn (9-7). Les Wallabies reprennent brièvement l'avantage par un drop de Berrick Barnes (9-10), puis les Springboks se détachent au score avec 1 pénalité et un drop de M.Steyn puis un essai de Victor Matfield sur un coup de pied à suivre de John Smit (20-10). Deux joueurs australiens sont exclus pour 10 minutes : Matt Giteau puis Richard Brown. Alors que les Wallabies évoluent à treize, Morné Steyn marque une nouvelle pénalité à la 36e, la mi-temps est sifflée sur le score de 23 à 10 pour les Springboks.
Les premiers points en 2e mi-temps sont marqués par Morné Steyn qui réussit une nouvelle pénalité à la 55e (26-10). Matt Giteau redonne espoir aux Australiens en marquant un essai à la 66e, il réussit la transformation (26-17). Morné Steyn marque une pénalité à la 79e, les Springboks l'emportent sur le score de 29 à 17 et restent invaincus dans le Tri-nations 2009.
Composition des équipes
- Afrique du Sud

Titulaires : 15 François Steyn, 14 JP Pietersen, 13 Jaque Fourie, 12 Jean de Villiers, 11 Bryan Habana, 10 Morné Steyn, 9 Fourie du Preez, 8 Pierre Spies, 7 Juan Smith, 6 Heinrich Brussow, 5 Victor Matfield, 4 Bakkies Botha, 3 John Smit (cap.), 2 Bismarck du Plessis, 1 Tendai Mtawarira.
Remplaçants : 16 Chiliboy Ralepelle, 17 Jannie du Plessis, 18 Andries Bekker, 19 Danie Rossouw, 20 Ricky Januarie, 21 Ruan Pienaar, 22 Adrian Jacobs.
- Australie

Titulaires : 15 Adam Ashley-Cooper, 14 Lachie Turner, 13 Stirling Mortlock (cap.), 12 Berrick Barnes, 11 Drew Mitchell, 10 Matt Giteau, 9 Luke Burgess, 8 Wycliff Palu, 7 George Smith, 6 Richard Brown,5 Nathan Sharpe, 4 James Horwill, 3 Alastair Baxter, 2 Stephen Moore, 1 Benn Robinson.
Remplaçants : 16 Tatafu Polota-Nau, 17 Ben Alexander, 18 Dean Mumm, 19 David Pocock, 20 Will Genia, 21 James O'Connor, 22 Peter Hynes.

### 5ematch
Résultat
| Équipes          | Australie - Nouvelle-Zélande                                                                     |
| Score            | 18 - 19 (12-3)                                                                                   |
| Date             | 22 août 2009                                                                                     |
| Stade            | ANZ Stadium (Sydney)                                                                             |
| Arbitre          | Jonathan Kaplan                                                                                  |
| Points marqués   |                                                                                                  |
| Australie        | 6 pénalités de Giteau (6e, 10e, 35e, 40e, 43e, 48e, 68e)                                         |
| Nouvelle-Zélande | 1 essai de Nonu (65e) 1 transformation de Carter (66e) 4 pénalités de Carter (3e, 45e, 59e, 78e) |

Résumé
Les Néo-Zélandais ouvrent le score par une pénalité de Dan Carter à la 3e, les Wallabies égalisent puis prennent l'avantage (6-3) par deux pénalités de Matt Giteau (6e et 10e). Les Australiens aggravent le score par deux autres pénalités de Giteau aux 35e et 40e. La mi-temps est sifflée sur le score de 12 à 3 pour l'Australie, avec une seule véritable occasion d'essai à la dernière minute par les Wallabies.
Chaque équipe marque une pénalité en debut de 2e mi-temps, le score est de 15-6 à la 45e. Ma'a Nonu remplace Conrad Smith à la 41e. Stephen Donald entre à l'ouverture à la place de Luke McAlister sorti sur blessure (49e) alors que Dan Carter passe au centre. Les All Blacks dominent alors la partie, un essai est réfusé à Dan Carter à la suite d'un léger en avant à la 51e. Les Néo-Zélandais reviennent au score par une pénalité de Dan Carter à la 59e (15-9) puis prennent l'avantage par un essai de Ma'a Nonu à la 65e, Dan Carter transforme (15-16). Les Wallabies mènent à nouveau au score par une nouvelle pénalité de Matt Giteau à la 68e (18-16). Dan Carter manque un drop à la 75e puis réussit une pénalité décisive à la 78e à la suite d'un ballon gardé au sol par Drew Mitchell. La Nouvelle-Zélande remporte le match par 19 à 18 et par suite conserve la Bledisloe Cup. L'Australie a perdu un 5e match consecutif contre la Nouvelle-Zélande (voir Australie-Nouvelle-Zélande en rugby à XV).
Composition des équipes
- Australie

Titulaires : 15 James O'Connor, 14 Lachie Turner, 13 Adam Ashley-Cooper, 12 Berrick Barnes, 11 Drew Mitchell, 10 Matt Giteau, 9 Luke Burgess, 8 Richard Brown, 7 George Smith (cap.), 6 Rocky Elsom,5 Nathan Sharpe, 4 James Horwill, 3 Alastair Baxter, 2 Stephen Moore, 1 Benn Robinson.
Remplaçants : 16 Tatafu Polota-Nau, 17 Ben Alexander, 18 Dean Mumm, 19 David Pocock, 20 Will Genia, 21 Ryan Cross, 22 Peter Hynes.
- Nouvelle-Zélande

Titulaires : 15 Mils Muliaina, 14 Joe Rokocoko, 13 Conrad Smith, 12 Luke McAlister, 11 Sitiveni Sivivatu, 10 Dan Carter, 9 Jimmy Cowan, 8 Kieran Read, 7 Richie McCaw (cap.), 6 Jerome Kaino, 5 Isaac Ross, 4 Brad Thorn, 3 Owen Franks, 2 Andrew Hore, 1 Tony Woodcock.
Remplaçants : 16 Aled de Malmanche, 17 John Afoa, 18 Jason Eaton, 19 Rodney So'oialo, 20 Brendon Leonard, 21 Stephen Donald, 22 Ma'a Nonu.
Dans l'équipe d'Australie, George Smith devient capitaine, James O'Connor rentre en numéro 15, Adam Ashley-Cooper passe au centre et Rocky Elsom entre en troisième ligne. Trois changements dans l'équipe des All Blacks: Dan Carter fait se rentrée à l'ouverture, Luke McAlister joue au centre et Kieran Read remplace Rodney So'oialo.

### 6ematch
Résultat
| Équipes        | Australie - Afrique du Sud |
| Score          | 25 - 32 (6-22) |
| Date           | 29 août 2009 |
| Stade          | Subiaco Oval (Perth) |
| Arbitre        | Bryce Lawrence |
| Points marqués | |
| Australie      | 3 essais de M.Giteau (43e, 74e), L.Turner (80e) 2 transformations de M.Giteau (44e, 80e) 2 pénalités de M.Giteau (28e, 40e)                   |
| Afrique du Sud | 4 essais de F.du Preez(6e), J.Fourie (10e), B.Habana (33e, 54e) 3 transformations de M.Steyn (7e, 34e, 54e) 2 pénalités de M.Steyn (17e, 67e) |

Résumé
Les Sud-Africains ouvrent le score par un essai de Fourie du Preez qui joue rapidement une pénalité pour lui-même, Morné Steyn transforme (0-7). Ils aggravent la marque par un essai de Fourie du Preez qui perce la défense australienne (0-12) puis par une pénalité de F.Steyn (0-15). Les Wallabies marquent leurs premiers points à la 17e par une pénalité de Matt Giteau (3-15). Bryan Habana marque le 3e essai des Springboks à la 33e, M.Steyn transforme(3-22). Matt Giteau marque une 2e pénalité à la fin de la première mi-temps (6-22).
Les Wallabies marquent un essai à la 44e par Matt Giteau à la suite d'une pénalité rapidement jouée (13-22). Les Springboks  répliquent par un essai de Bryan Habana (54e) et une pénalité de Morné Steyn (13-32). En fin de match les Australiens réduisent l'écart au score par deux essais de Matt Giteau (75e) et Lachie Turner (79e), les Sud-Africains s'imposent par 32 à 25 en obtenant un point de bonus offensif. Les Australiens doivent à nouveau se contenter d'un bonus défensif.
Composition des équipes
- Australie

Titulaires : 15 James O'Connor, 14 Lachie Turner, 13 Ryan Cross, 12 Adam Ashley-Cooper, 11 Peter Hynes, 10 Matt Giteau, 9 Luke Burgess, 8 Richard Brown, 7 George Smith (cap.), 6 Rocky Elsom,5 Mark Chisholm, 4 James Horwill, 3 Ben Alexander, 2 Stephen Moore, 1 Benn Robinson.
Remplaçants : 16 Tatafu Polota-Nau, 17 Alastair Baxter, 18 Dean Mumm, 19 David Pocock, 20 Will Genia, 21 Quade Cooper, 22 Drew Mitchell.
- Afrique du Sud

Titulaires : 15 Ruan Pienaar, 14 JP Pietersen, 13 Jaque Fourie, 12 Jean de Villiers, 11 Bryan Habana, 10 Morné Steyn, 9 Fourie du Preez, 8 Pierre Spies, 7 Juan Smith, 6 Heinrich Brussow, 5 Victor Matfield, 4 Bakkies Botha, 3 John Smit (cap.), 2 Bismarck du Plessis, 1 Tendai Mtawarira.
Remplaçants : 16 Chiliboy Ralepelle, 17 Jannie du Plessis, 18 Andries Bekker, 19 Schalk Burger, 20 Ricky Januarie, 21 Adrian Jacobs, 22 François Steyn.

### 7ematch
Résultat
| Équipes        | Australie - Afrique du Sud |
| Score          | 21 - 6 (9-6) |
| Date           | 5 septembre 2009 |
| Stade          | Suncorp Stadium (Brisbane) |
| Arbitre        | Wayne Barnes |
| Points marqués | |
| Australie      | 2 essais de Ashley-Cooper (63e) et O'Connor (76e) 1 transformation de Giteau (64e) 2 pénalités de Giteau (6e, 27e) 1 drop de Giteau (35e) |
| Afrique du Sud | 1 drop de Steyn (29e) 1 pénalité de Steyn (37e).                                                                                          |

Résumé
Avant ce match les Springboks sont invaincus avec quatre victoires alors que leurs hôtes australiens comptent quatre défaites en autant de matchs disputés. Les Wallabies ouvrent le score par une pénalité de Matt Giteau à la 6e, tapée de 50 m face aux poteaux (3-0). À la 16e un plaquage de Bryan Habana évite un essai en coin de Lachlan Turner. Le score reste inchangé jusqu'à la 27e lorsque Matt Giteau marque une deuxième pénalité (6-0). Les Springboks marquent leurs premiers points par un drop de Morné Steyn à la 29e consécutif à une nouvelle perte de balle à la touche par les Australiens (6-3). Matt Giteau marque un drop à la 35e et Morné Steyn lui répond par une pénalité réussie à la 37e, la mi-temps est sifflée sur le score de 9 à 6 pour les Australiens.
En seconde mi-temps, Will Genia est prêt à marquer un essai à la 53e mais le ballon lui est subtilisé par Fourie du Preez. Ce n'est que partie remise car Adam Ashley-Cooper marque le premier essai de la partie à la 63e sur passe de Berrick Barnes, la transformation de Matt Giteau permet aux Wallabies de mener par 16 à 6. James O'Connor marque un essai à la 76e après avoir récupéré un ballon relâché par un Sud-Africain, les Australiens possèdent alors un avantage de 15 points et le gardent jusqu'à la fin du match sifflée sur le score de 21 à 6 pour les Wallabies. Une première victoire pour les Australiens et une première défaite dans ce Tri-nations 2009 pour les Sud-Africains.
Composition des équipes
- Australie

Titulaires : 15 James O'Connor, 14 Lachlan Turner, 13 Adam Ashley-Cooper, 12 Berrick Barnes, 11 Drew Mitchell, 10 Matt Giteau, 9 Will Genia, 8 George Smith (cap.), 7 David Pocock, 6 Rocky Elsom, 5 Mark Chisholm, 4 James Horwill, 3 Ben Alexander, 2 Tatafu Polota-Nau, 1 Benn Robinson.
Remplaçants : 16 Stephen Moore, 17 Pek Cowan, 18 Dean Mumm, 19 Wycliff Palu, 20 Luke Burgess, 21 Quade Cooper, 22 Peter Hynes.
- Afrique du Sud

Titulaires : 15 Ruan Pienaar, 14 Odwa Ndungane, 13 Jaque Fourie, 12 Jean de Villiers, 11 Bryan Habana, 10 Morné Steyn, 9 Fourie du Preez, 8 Pierre Spies, 7 Juan Smith, 6 Heinrich Brussow, 5 Victor Matfield, 4 Bakkies Botha, 3 John Smit (cap.), 2 Bismarck du Plessis, 1 Tendai Mtawarira.
Remplaçants : 16 Chiliboy Ralepelle, 17 Jannie du Plessis, 18 Danie Rossouw, 19 Schalk Burger, 20 Ricky Januarie, 21 Adrian Jacobs, 22 François Steyn.

### 8ematch
Résultat
| Équipes          | Nouvelle-Zélande - Afrique du Sud |
| Score            | 29 - 32 (12 - 22) |
| Date             | 12 septembre 2009 |
| Stade            | Waikato Stadium (Hamilton) |
| Arbitre          | Nigel Owens |
| Points marqués   | |
| Nouvelle-Zélande | 2 essais de Sivivatu (56e), McCaw (78e) 2 transformations de Carter (57e, 79e) 5 pénalités de Carter (1re, 15e, 23e, 35e, 65e)                                         |
| Afrique du Sud   | 2 essais de Du Preez (19e), De Villiers (54e) 2 transformations de M.Steyn (20e, 55e) 1 drop de M.Steyn (17e) 5 pénalités de F.Steyn (6e, 9e, 27e), M.Steyn (34e, 71e) |

Résumé
Ce match oppose les deux équipes qui peuvent encore remporter le Tri-nations en 2009. Les All Blacks ouvrent le score par une pénalité à la première minute. Les Springboks égalisent puis prennent l'avantage par deux pénalités de François Steyn (3-6). Un drop réussi par  Morné Steyn à la 17e répond à une pénalité de Dan Carter (6-9) puis les Sud-Africains creusent l'écart avec le premier essai du match marqué par Fourie du Preez qui perce la défense desAll Blacks à la 19e (6-16). Deux pénalités sont marquées par chaque équipe, ce qui porte le score à 12-22 à la mi-temps.
En seconde mi-temps, les Springboks marquent un deuxième essai par Jean de Villiers qui intercepte une passe de Dan Carter, Morné Steyn transforme (12-29). Les All Blacks reviennent au score par un essai de Sitiveni Sivivatu qui profite de plusieurs plaquages manqués à la 56e, Dan Carter transforme (19-29). Une nouvelle pénalité de Dan Carter à la 65e réduit le retard des Néo-Zélandais à 22-29 mais Morné Steyn marque une nouvelle pénalité à la 71e (22-32). Alors qu'il ne reste que deux minutes à jouer, Dan Carter fait une passe au pied à Richie McCaw qui marque le deuxième essai des All Blacks, Dan Carter transforme et ramène le score à 29-32. Dan Carter tente une nouvelle passe au pied dans les arrêts de jeu mais le ballon va en touche, le match se termine donc par une victoire des Sud-Africains par 32 à 29. Cette cinquième victoire permet aux Springboks de remporter le Tri-nations 2009.
Lors de ce match, Dan Carter a marqué 19 points, il porte son total de points marqués dans le Tri-nations à 345 points et dépasse ainsi le record de points qui était détenu par Andrew Mehrtens avec 328 points.
Composition des équipes
- Nouvelle-Zélande

Titulaires : 15 Mils Muliaina, 14 Joe Rokocoko, 13 Ma'a Nonu, 12 Stephen Donald, 11 Sitiveni Sivivatu, 10 Dan Carter, 9 Jimmy Cowan, 8 Kieran Read, 7 Richie McCaw (cap.), 6 Jerome Kaino, 5 Isaac Ross, 4 Brad Thorn, 3 Owen Franks, 2 Andrew Hore, 1 Tony Woodcock.
Remplaçants : 16 Aled de Malmanche, 17 John Afoa, 18 Adam Thomson, 19 Rodney So'oialo, 20 Brendon Leonard, 21 Isaia Toeava, 22 Cory Jane.
- Afrique du Sud

Titulaires : 15 François Steyn, 14 Odwa Ndungane, 13 Jaque Fourie, 12 Jean de Villiers, 11 Bryan Habana, 10 Morné Steyn, 9 Fourie du Preez, 8 Pierre Spies, 7 Schalk Burger, 6 Heinrich Brussow, 5 Victor Matfield, 4 Bakkies Botha, 3 John Smit (cap.), 2 Bismarck du Plessis, 1 Tendai Mtawarira.
Remplaçants : 16 Chiliboy Ralepelle, 17 Jannie du Plessis, 18 Danie Rossouw, 19 Ryan Kankowski, 20 Ricky Januarie, 21 Adrian Jacobs, 22 Ruan Pienaar.

### 9ematch
Résultat
| Équipes          | Nouvelle-Zélande - Australie |
| Score            | 33 - 6 (16 - 6) |
| Date             | 19 septembre 2009 |
| Stade            | Westpac Stadium (Wellington) |
| Arbitre          | Craig Joubert |
| Points marqués   | |
| Nouvelle-Zélande | 3 essais de Jane (31e), Ma'a Nonu (75e), Rokocoko (79e) 3 transformations de Carter (32e, 76e, 80e) 4 pénalités de Carter (14e, 16e, 22e, 47e) |
| Australie        | 1 pénalité de Giteau (8e) 1 drop de Barnes (28e)                                                                                               |

Résumé
C'est la troisième rencontre entre les deux équipes, les Néo-Zélandais ont remporté les deux premières. Les Australiens marquent les premiers points avec une pénalité de Matt Giteau à la 8e (0-3). Dan Carter marque trois pénalités et permet aux All Blacks de mener par 9 à 3. Berrick Barnes réussit un drop à la 28e et réduit ainsi l'écart à la marque (9-6). Alors qu'ils jouent à quatorze, à la suite de l'expulsion pour dix minutes de Isaia Toeava pour plaquage haut, les Néo-Zélandais réussissent un essai par Cory Jane qui reprend une chandelle de Dan Carter à la 31e et aplatit sans opposition. Dan Carter réussit la transformation, le score n'évolue plus jusqu'à la fin de la première mi-temps (16-6).
Dan Carter marque une pénalité à la 46e (19-6), aucun point n'est marqué ensuite jusqu'à un essai de Ma'a Nonu à la 75e qui perce seul la défense australienne. Dan Carter réussit la transformation (26-6). Les All Blacks poursuivent leur domination et marquent un troisième essai par Joe Rokocoko à la 79e, Dan Carter transforme (33-6). La Nouvelle-Zélande remporte le dernier match du Tri-nations sur le score de 33 à 6 et termine à la deuxième place au classement.
Composition des équipes
- Nouvelle-Zélande

Titulaires : 15 Mils Muliaina, 14 Cory Jane, 13 Isaia Toeava, 12 Ma'a Nonu, 11 Joe Rokocoko, 10 Dan Carter, 9 Jimmy Cowan, 8 Kieran Read, 7 Richie McCaw (cap.), 6 Adam Thomson, 5 Tom Donnelly, 4 Brad Thorn, 3 Neemia Tialata, 2 Andrew Hore, 1 Tony Woodcock.
Remplaçants : 16 Aled de Malmanche, 17 John Afoa, 18 Jason Eaton, 19 Rodney So'oialo, 20 Brendon Leonard, 21 Stephen Donald, 22 Hosea Gear.
- Australie

Titulaires : 15 James O'Connor, 14 Lachlan Turner, 13 Adam Ashley-Cooper, 12 Berrick Barnes, 11 Drew Mitchell, 10 Matt Giteau, 9 Will Genia, 8 George Smith (cap.), 7 David Pocock, 6 Rocky Elsom, 5 Mark Chisholm, 4 James Horwill, 3 Ben Alexander, 2 Tatafu Polota-Nau, 1 Benn Robinson.
Remplaçants : 16 Stephen Moore, 17 Pek Cowan, 18 Dean Mumm, 19 Wycliff Palu, 20 Luke Burgess, 21 Quade Cooper, 22 Peter Hynes.

## Statistiques

### Meilleurs réalisateurs
| Rang | Joueur         | Nation           | Points | Essais | Transf. | Pén. | Drops |
| ---- | -------------- | ---------------- | ------ | ------ | ------- | ---- | ----- |
| 1    | Morné Steyn    | Afrique du Sud   | 95     | 1      | 6       | 23   | 3     |
| 2    | Matt Giteau    | Australie        | 72     | 3      | 6       | 14   | 1     |
| 3    | Daniel Carter  | Nouvelle-Zélande | 51     | 0      | 6       | 12   | 0     |
| 4    | Stephen Donald | Nouvelle-Zélande | 42     | 0      | 3       | 12   | 0     |
| 5    | François Steyn | Afrique du Sud   | 15     | 0      | 0       | 5    | 0     |

### Meilleurs marqueurs d'essais
| Rang | Joueur             | Nation           | Essais |
| ---- | ------------------ | ---------------- | ------ |
| 1    | Matt Giteau        | Australie        | 3      |
| 2    | Adam Ashley-Cooper | Australie        | 2      |
| -    | Jaque Fourie       | Afrique du Sud   | 2      |
| -    | Bryan Habana       | Afrique du Sud   | 2      |
| -    | Richie McCaw       | Nouvelle-Zélande | 2      |
| -    | Fourie du Preez    | Afrique du Sud   | 2      |
| -    | Ma'a Nonu          | Nouvelle-Zélande | 2      |

### Nombres d'essais par nation
| Rang | Nation           | Essais |
| ---- | ---------------- | ------ |
| 1    | Afrique du Sud   | 10     |
| 2    | Nouvelle-Zélande | 9      |
| 3    | Australie        | 8      |